# Engyprosopon xystrias
Engyprosopon xystrias is een straalvinnige vissensoort uit de familie van botachtigen (Bothidae). De wetenschappelijke naam van de soort is voor het eerst geldig gepubliceerd in 1915 door Hubbs.